# 新居浜バイパス

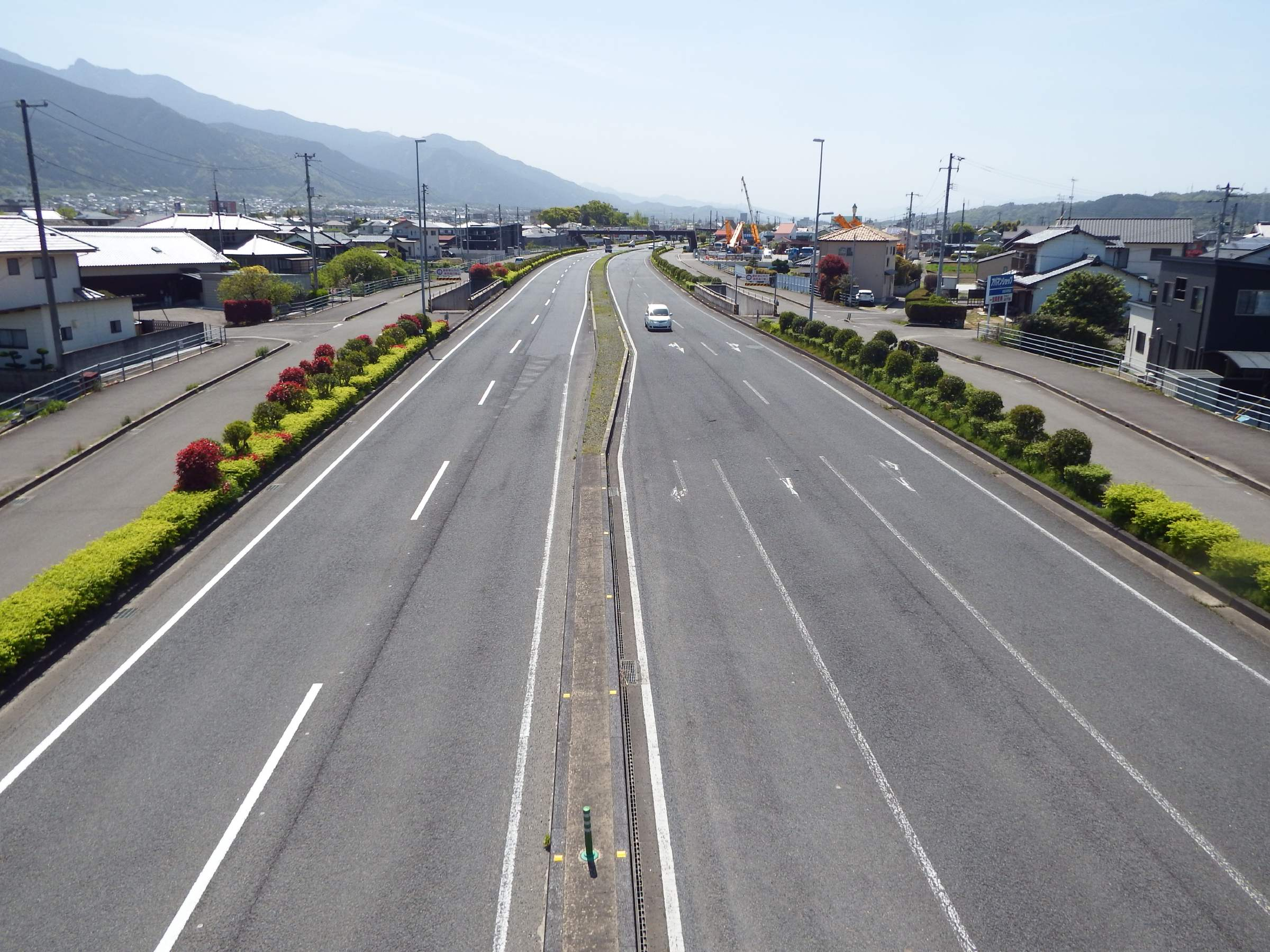
新居浜バイパス

新居浜バイパス（にいはまバイパス）は、愛媛県新居浜市内を東西に貫く主要幹線道路国道11号のバイパスである。

## 概要
市は北に瀬戸内海、南に四国山地が迫り、南北に平野部が狭い地形のため、今まで国道11号以外に大きな幹線道路がなく慢性的な渋滞が発生していた。その解消策の一環として、1985年にバイパス制定を含む都市計画が決定、1992年から一部区間の供用が始まった。
2024年現在、総延長 9.3 kmのうち、新居浜市東田から大生院までの7.0 kmが供用開始されている。

### 路線データ
- 起点：愛媛県新居浜市船木[1]
- 終点：愛媛県新居浜市大生院[1]
- 延長：9.3km[1]
- 規格：第4種第1級[1]
- 車線数：完成4車線[1]
- 道路幅員：30.0m,35.0m,40.0m,47.5m[1]
- 車線幅員：3.5m[1]
- 設計速度：60km/h[1]

## 歴史
- 1985年8月20日 : 都市計画が決定し、新居浜バイパスの建設が決定。
- 1987年 : 事業着手[2]
- 1990年 : 着工。
- 1992年7月8日 : 新居浜市東田の0.5km間を2車線供用開始、愛媛県道336号新居浜東港線へ接続。
- 1998年4月8日 : 新居浜市東田-新居浜市岸の上町の0.5km間を2車線供用開始、愛媛県道134号国領高木線へ接続。
- 2003年2月26日 : 新居浜市岸の上町-新居浜市星原町の0.8km間を2車線供用開始。
- 2005年2月8日 : 今までの暫定供用区間1.8kmに、新居浜市星原町-新居浜市松原町の0.1km間を加えた1.9kmの4車線供用開始。
- 2008年3月22日 : 新居浜市松原町-新居浜市西喜光地町の0.5km間、4車線供用開始。愛媛県道11号新居浜角野線へ接続。
- 2012年2月25日 : 新居浜市本郷1丁目-新居浜市萩生の2.0km間、2車線供用開始[3]。国道11号と愛媛県道136号新居浜港線へ接続。
- 2018年12月26日 : 新居浜市萩生-新居浜市大生院の1.5km間、4車線供用開始[4]。
- 2024年4月27日18時：新居浜市西喜光地町-新居浜市本郷1丁目の1.1km間、2車線供用開始[5]。同時に工事が行われていた県道136号との交差点のすぐ北にあるJR踏切を回避するアンダーパス県道が同日16時に開通した。

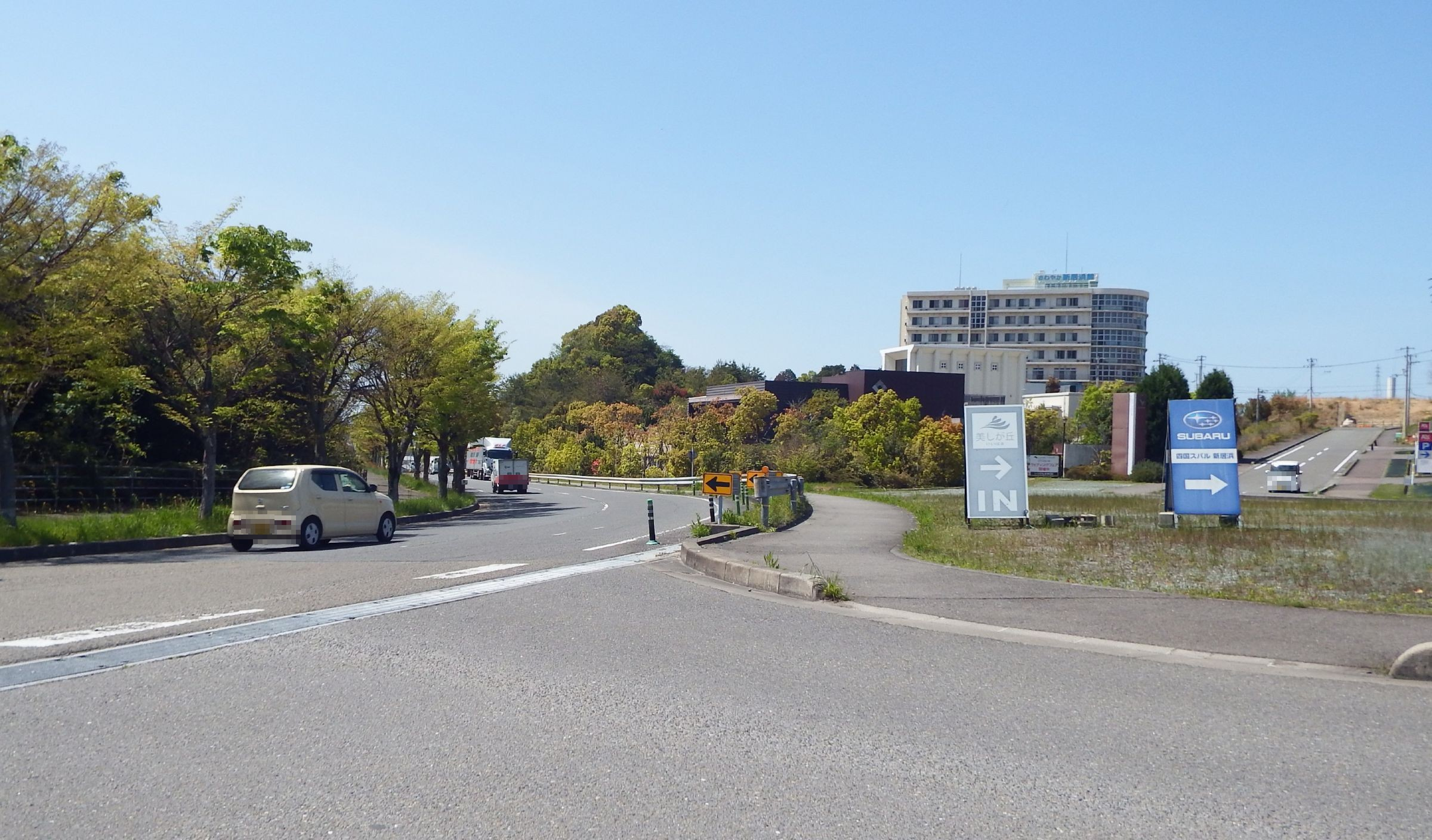
現在の起点
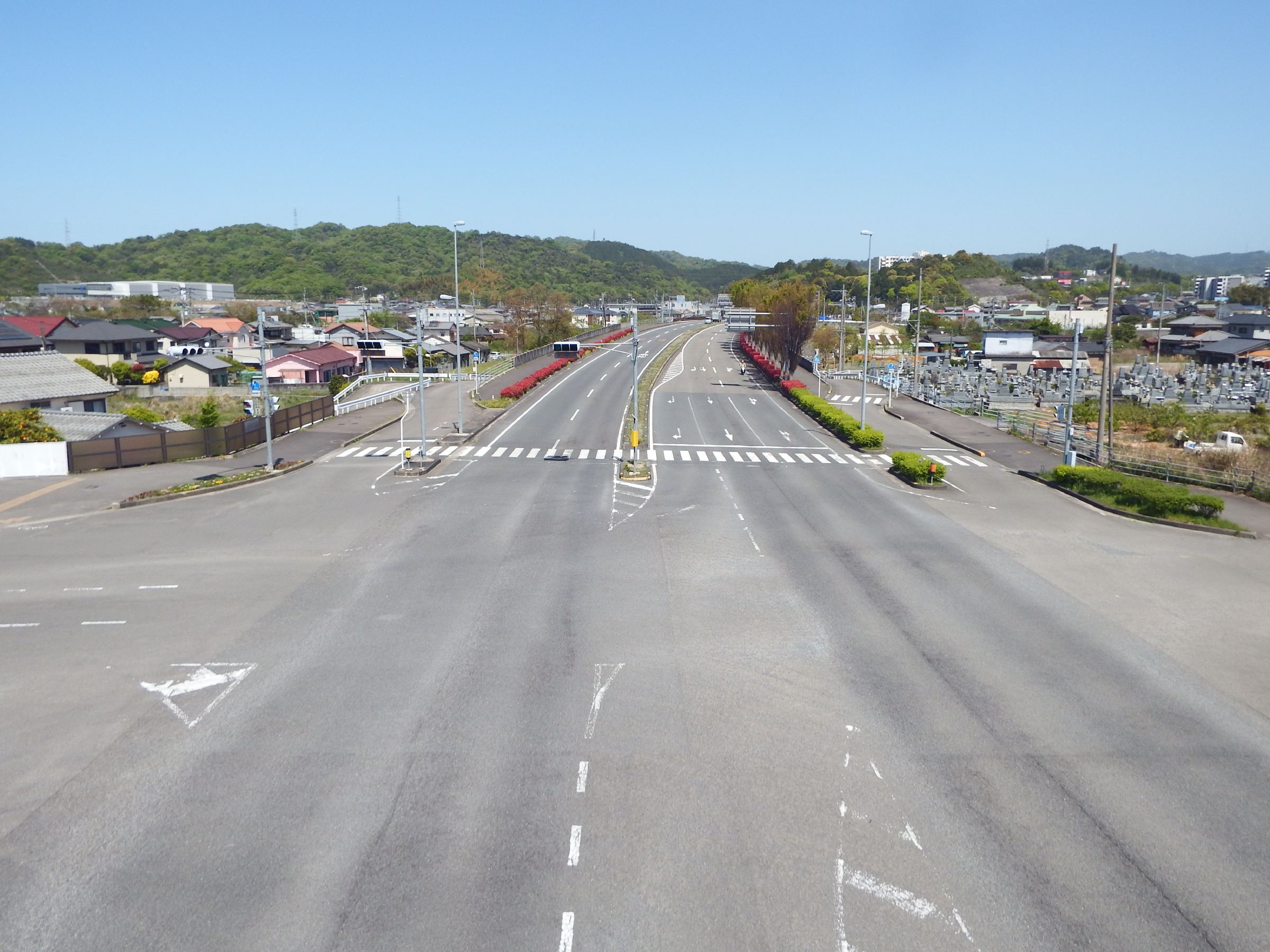
起点方向へ振り返る
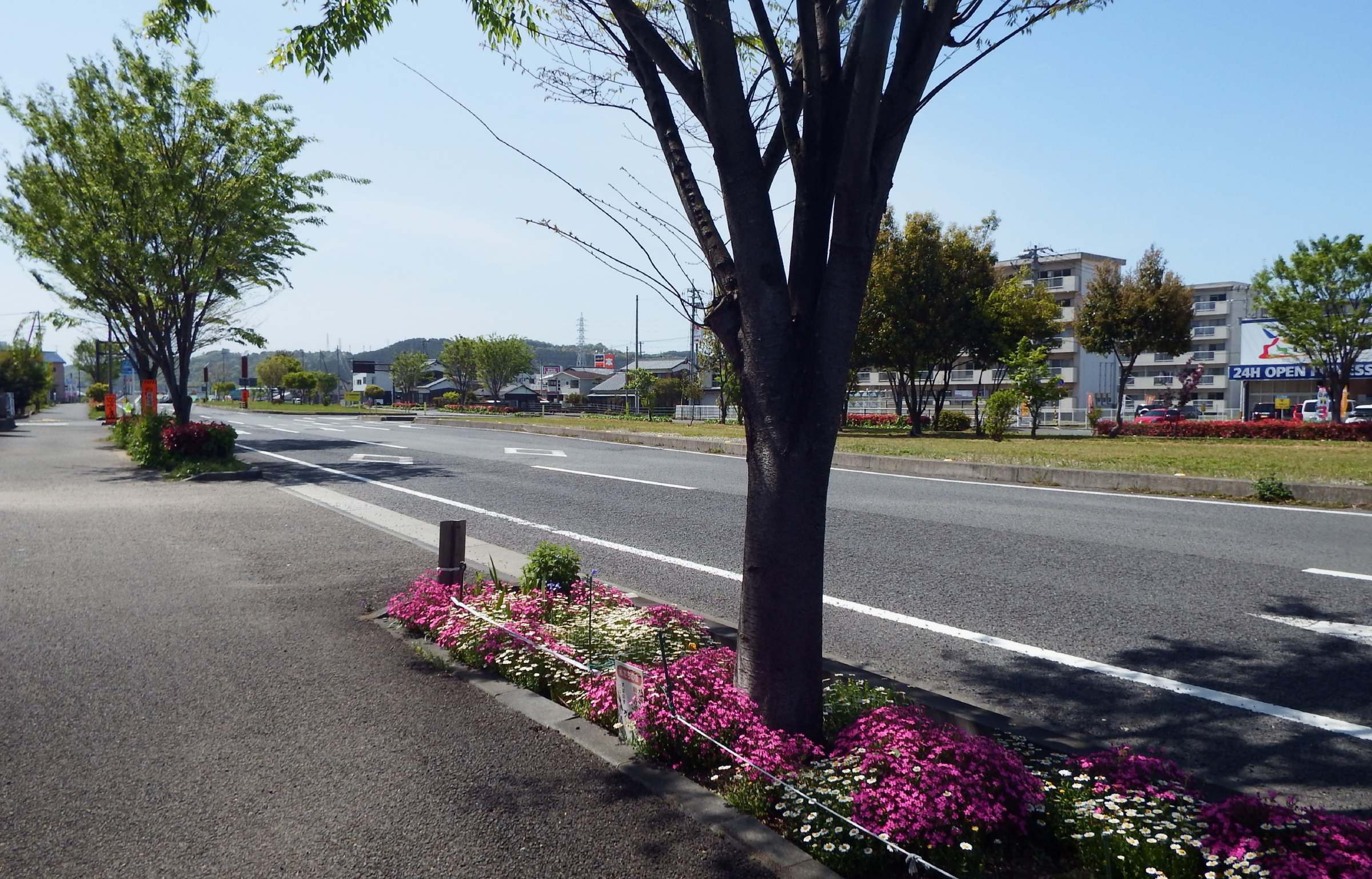
中程
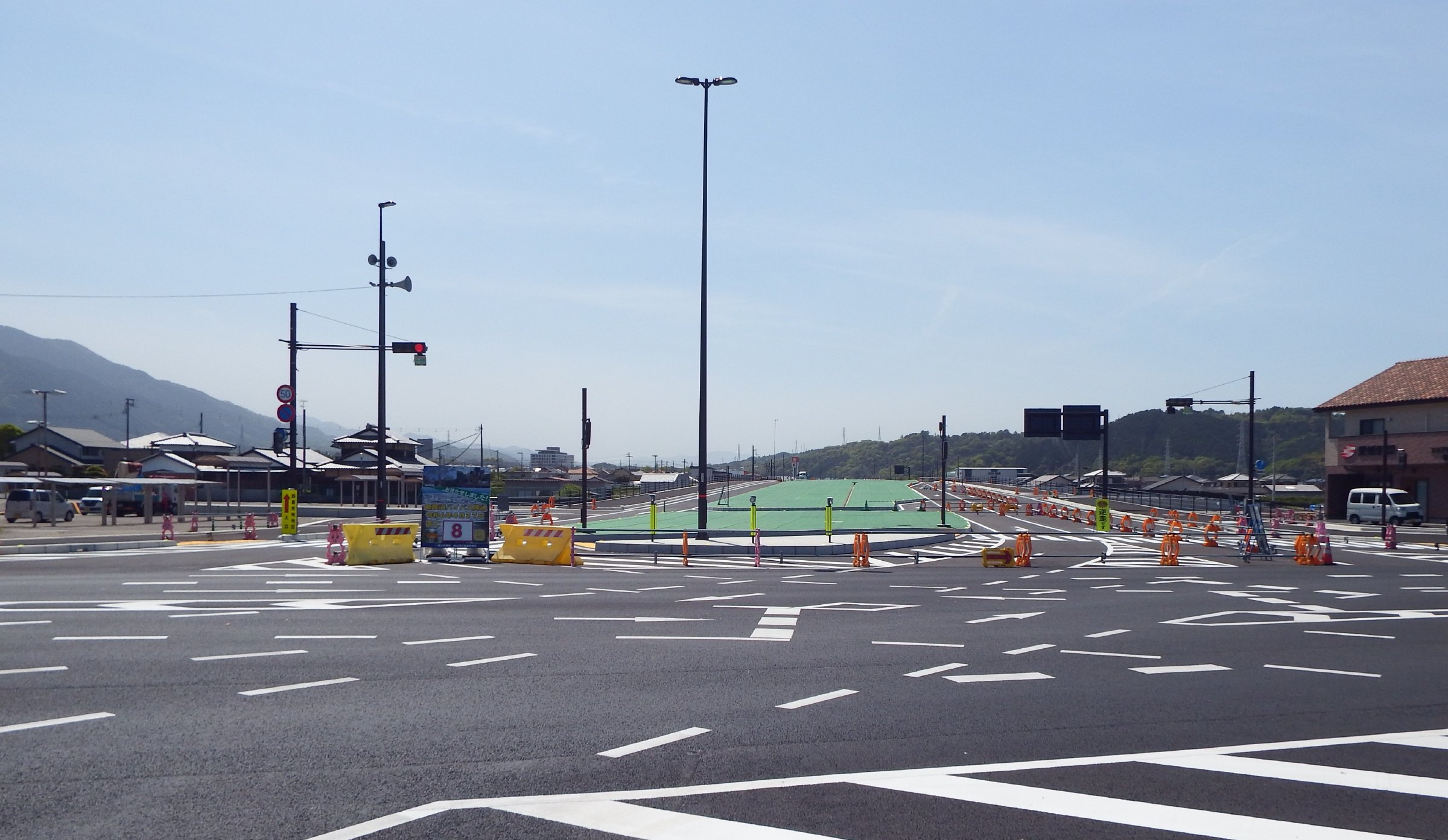
2024年4月開通の交差点
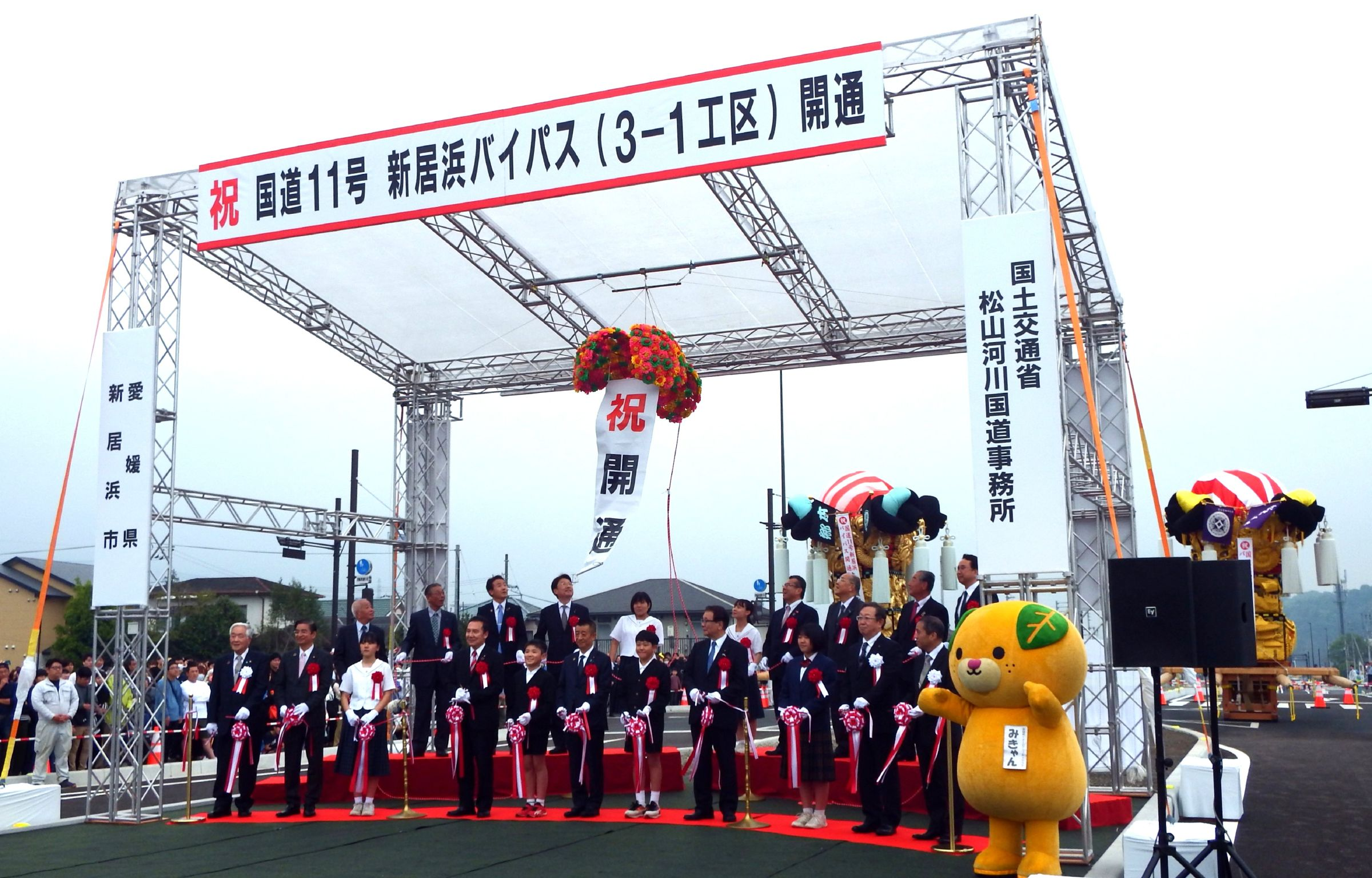
2024年4月27日開通式典
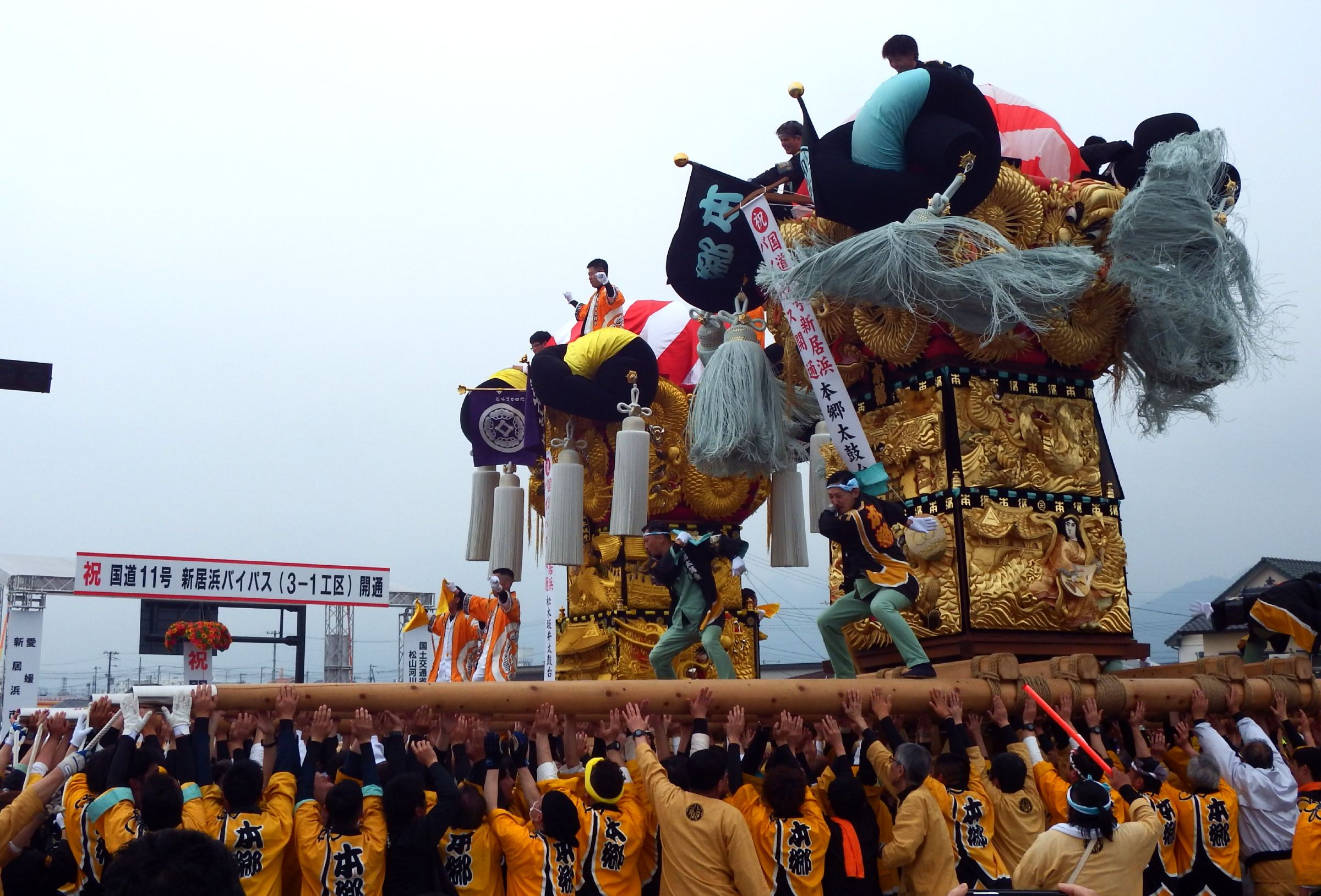
開通イベント
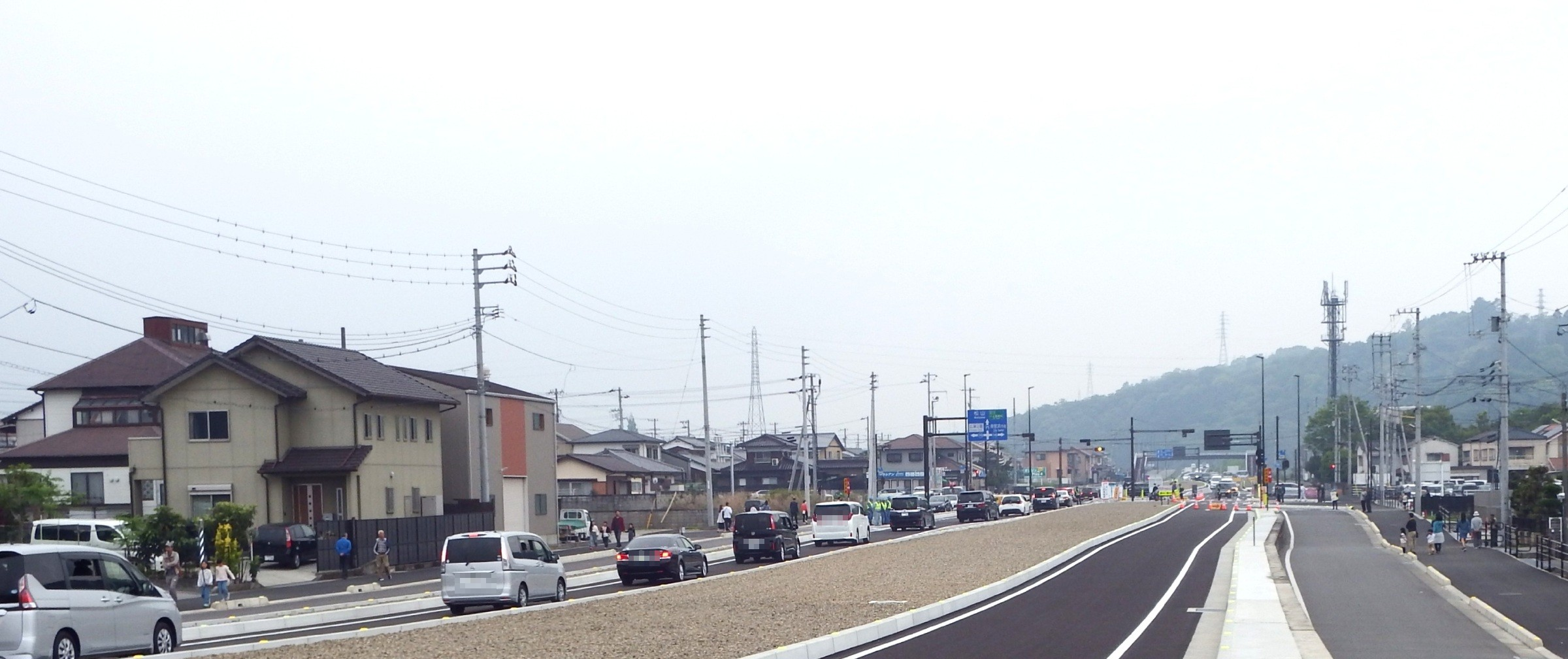
通り初め
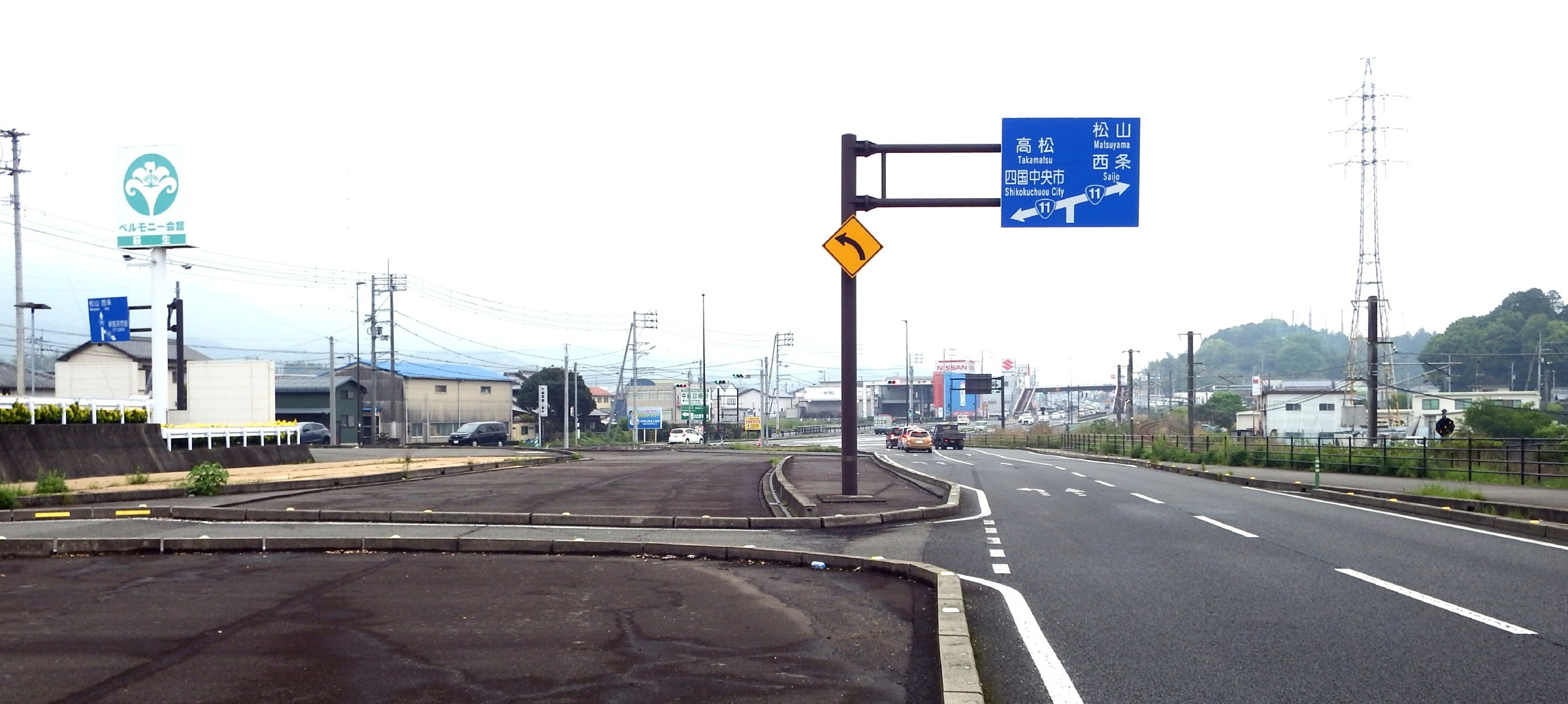
西側の在来国道との合流地点
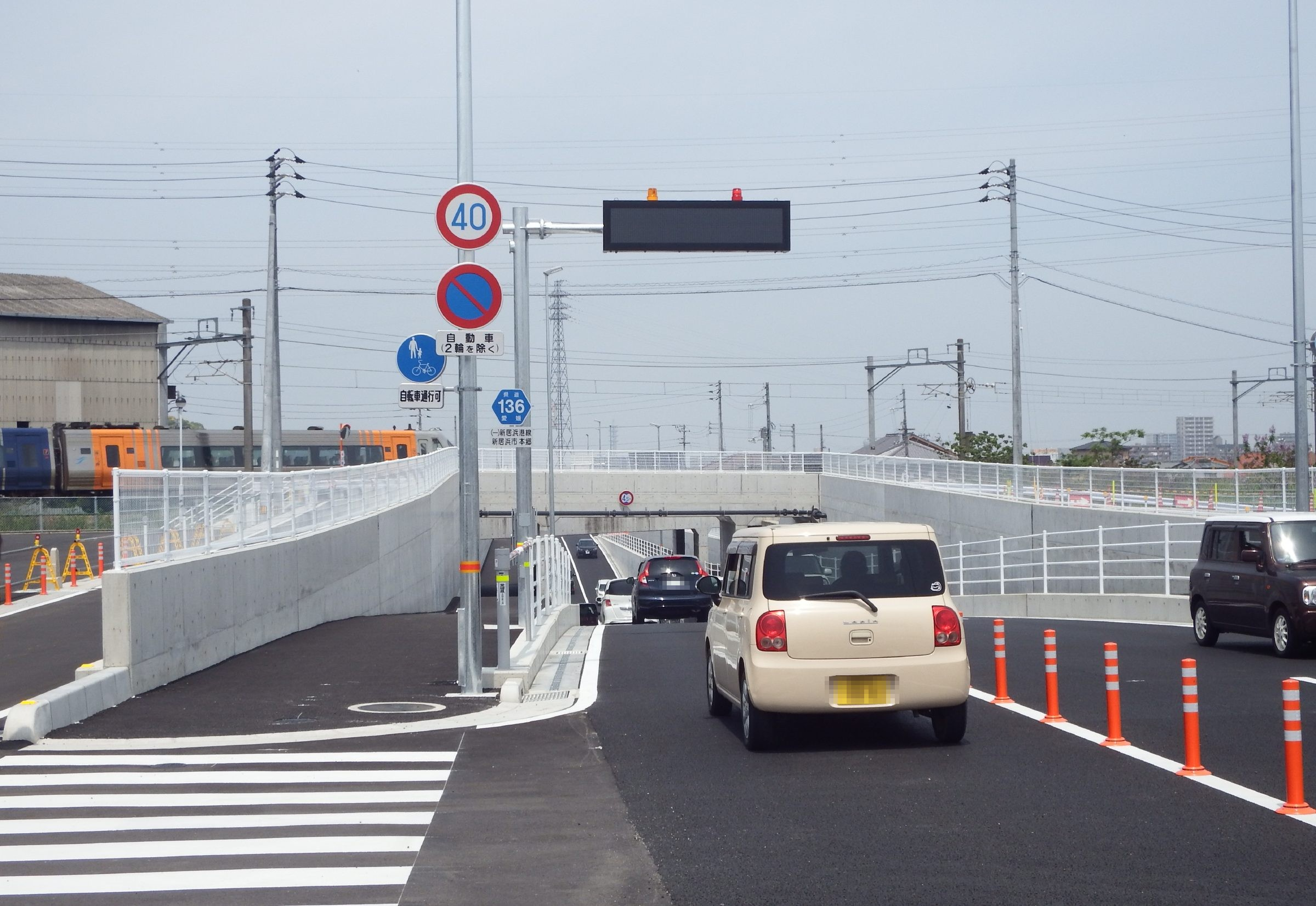
県道136号JR横水踏切バイパス